# Поседел, Билл
Уильям Джон Поседел (англ. William John Posedel, 2 августа 1906, Сан-Франциско, Калифорния — 28 ноября 1989, Ливермор, Калифорния) — американский бейсболист, питчер. Выступал в Главной лиге бейсбола за «Бруклин Доджерс» и «Бостон Брэйвз». 
После завершения игровой карьеры на протяжении сорока лет работал тренером и скаутом в ряде клубов Главной лиги бейсбола. В 1972 году входил в тренерский штаб «Окленд Атлетикс», одержавших победу в Мировой серии.

## Биография

### Ранние годы
Билл Поседел родился 2 августа 1906 года в Сан-Франциско. Его родители, Йозеф и Иоганна, переехали в США из Австро-Венгрии в 1901 году. Он был третьим из шести детей в семье. При рождении он получил имя Вильгельм Иоганн, но затем, в годы Первой мировой войны, оно трансформировалось в Уильям Джон. Йозеф в то время работал клепальщиком на верфи в Вальехо. Билл учился в старшей школе Сент-Винсент и его главными увлечениями в детстве были бейсбол и корабли.
После школы он пошёл на службу на флот, но и там не бросал спорт. Во время службы на Тихом океане Билл стал победителем чемпионата дивизии в составе команды авианосца Saratoga. Проведя на кораблях четыре года, он уволился в запас в 1929 году. В Лос-Анджелесе Поседел познакомился с кэтчером команды «Портленд Биверс» Тони Рего, который пригласил его на тренировку. Билл произвёл впечатление на тренера клуба и 3 августа подписал с «Биверс» контракт. В чемпионате Лиги Тихоокеанского побережья 1929 года он провёл на поле семнадцать иннингов с пропускаемостью ERA 2,65.

### Младшие лиги
Сезон 1930 года он начал в «Портленде», но играл неудачно. Как позднее рассказывал сам Поседел: «Я даже не знал, как правильно стоять на питчерской горке». Билла отправили в команду А-лиги «Пуэбло Брэйвз». Там он провёл остаток сезона, в девяносто пяти иннингах показав пропускаемость 5,12.
В Пуэбло за своё военно-морское прошлое он получил от журналистов прозвища «Моряк Билл», «Уточка Билл» и «Иллюминатор». Поседел задумывался о том, чтобы закончить карьеру и пойти работать на верфь в Вальехо, как его отец. В сезоне 1931 года он провёл на поле сто тридцать один иннинг с пропускаемостью 5,12. После этого «Биверс» обменяли Билла в «Уичито Авиэйторс». Оттуда он почти сразу перебрался в «Талсу Ойлерс».
За «Талсу» Поседел играл с 1932 по 1935 год. В своём первом сезоне в «Ойлерс» он одержал шестнадцать побед при десяти поражениях и помог команде выиграть чемпионат Западной лиги. Под руководством бывшего игрока Главной лиги бейсбола Арта Григгса, Билл прогрессировал. В 1934 году он провёл на поле двести семьдесят иннингов и одержал пятнадцать побед. В июне 1935 года его обменяли обратно в «Портленд».
В составе «Биверс» Билл играл до 1937 года. В сезоне 1936 года он одержал двадцать побед и занял шестое место среди всех питчеров лиги по этому показателю. Удачное выступление привлекло внимание клуба «Цинциннати Редс», предложивших Поседелу пробный контракт. На предсезонных сборах тридцатилетний Билл конкурировал за место в составе с молодым талантом Джонни Вандер Мером и опытным Диком Барреттом. По ходу сборов у Поседела возникли боли в руке, также он чувствовал себя некомфортно вдали от дома. Руководство «Цинциннати» согласилось отпустить его обратно в «Портленд».
В составе Биверс Билл провёл хороший сезон, установив личные рекорды по числу проведённых на поле иннингов (300) и побед (21). После этого, по рекомендации скаута Теда Макгрю, контракт Поседела был выкуплен клубом «Бруклин Доджерс» за 10 тысяч долларов и двух игроков.

### Главная лига бейсбола
23 апреля 1938 года Поседел дебютировал в Главной лиге бейсбола. Он вышел на замену в третьем иннинге игры против «Нью-Йорк Джайентс», пропустил всего три хита за 5 1/3 иннинга, но потерпел поражение. Билла подвела слабая игра команды в защите. Первую победу он одержал спустя месяц. С июня он стал выходить на поле в качестве стартового питчера команды. Чемпионат Поседел провёл неровно. В ста сорока иннингах он одержал восемь побед при девяти поражениях. Его показатель пропускаемости ERA 5,66 стал худшим среди всех питчеров лиги, сыгравших не менее ста иннингов. Кроме того, в последний день сезона во время разминки Билл сломал челюсть.
На одной из тренировок Билл повздорил с ветераном команды Лео Дерошером, который в 1939 году стал главным тренером «Доджерс». Напряжённость между ними стала ещё больше и 31 марта Поседела обменяли в «Бостон Бис» на кэтчера Эла Тодда.
Главный тренер «Бостона» Кейси Стенгел рассматривал Билла как одного из ветеранов, несмотря на то, что он проводил всего второй сезон в МЛБ. В межсезонье Поседел расширил арсенал своих подач, добавив к фастболу и сильно закрученному кервболлу, чейндж-ап и более медленную кручёную подачу. В День открытия сезона он вышел на замену и принёс команде победу над «Филадельфией» в двенадцати иннингах со счётом 7:6.
С 1 мая Стенгел перевёл Билла в стартовую ротацию питчеров. Поседел стал одним из открытий сезона, проведя шестнадцать полных игр и одержав четырнадцать побед за следующие четыре месяца. На этот период пришлась лучшая игра в его карьере — однохитовый сухой матч с «Питтсбург Пайрэтс». Последние четыре старта в чемпионате он проиграл из-за накопившейся усталости. «Бостон» занял седьмое место.
Такой же результат команда показала и в сезоне 1940 года. Билл стал лучшим питчером «Бис» по числу проведённых стартов, побед и полных игр. В июне в игре с «Пайрэтс» он установил личный рекорд, сделав одиннадцать страйкаутов. В отличие от прошлого года, чемпионат Поседел завершил шестью победами в десяти играх.
Весной 1941 года Поседел стал самым возрастным питчером команды. В межсезонье он месяц провёл на термальных источниках Хот-Спрингс в Арканзасе. В первые две недели сезона Билл был освобождён от игр, проходивших в холодную погоду на северо-востоке страны. Затем он одержал две победы в двух полных играх. После удачного старта его снова стала беспокоить рука, позднее появились боли в ноге. Из-за травм Поседел провёл на поле всего 57 2/3 иннинга.
В декабре японский флот атаковал Перл-Харбор. В январе 1942 года Билл снова поступил на службу во флот. Большую часть войны он провёл в качестве командира артиллерийских команд на торговых судах по всему Тихому океану. Проведя на службе ещё четыре года, Поседел был уволен в запас 30 августа 1945 года.
Весной 1946 года руководство «Бостона», сменившего название на «Брэйвз», пригласило Билла на предсезонные сборы. Ему было уже тридцать девять лет и главный тренер команды Билли Саутуорт предложил ему попробовать свои силы в качестве тренера. Во время тренировочных матчей Поседел работал с игроками первой базы. В регулярном чемпионате он сыграл только в девятнадцати матчах, играя в команде роль наставника для молодых питчеров.
В конце года он планировал завершить карьеру игрока и продолжить работу в бейсболе в качестве ампайра. Предложение от клуба «Сиэтл Рейнирс» заставило его передумать. Билл провёл на поле сто тридцать один иннинг в чемпионате Лиги Тихоокеанского побережья, одержав двенадцать побед. В «Рейнирс» Поседел также выполнял обязанности тренера питчеров. После окончания сезона 1946 года он объявил о завершении выступлений.

### После завершения выступлений
В 1948 году «Питтсбург Пайрэтс» наняли Билла в качестве скаута в регионе Скалистых гор. Следующие сорок лет Поседел проработал в различных командах Главной лиги бейсбола в качестве тренера питчеров и разведчика. В «Пайрэтс» он помог развитию карьеры Боба Френда и Верна Лоу. В 1957 году он недолго занимал пост главного тренера «Портленд Биверс».
В 1962 году Билл пришёл на должность скаута в «Канзас-Сити Атлетикс». В клубе он также занимался организацией работы с питчерами. При нём в команду пришли будущие звёзды лиги Кэтфиш Хантер и Блу Мун Одом. В 1972 году Поседел входил в тренерский штаб команды, одержавшей победу в Мировой серии. Ещё до начала чемпионата он объявил о намерении уйти на пенсию, но потом передумал и ещё год тренировал питчеров в одном из фарм-клубов.
В 1974 году его близкий друг Джон Макнамара, возглавивший «Сан-Диего Падрес», уговорил Билла отложить отставку ещё на сезон. Тренерский штаб команды Поседел покинул после окончания чемпионата, но до конца 1970-х годов консультировал руководство «Падрес» по вопросам, связанным с питчерами.
В последние годы жизни Билл жил в Сан-Леандро со своей второй женой Деллой и дочерью. Первый раз он женился в 1933 году и развёлся с супругой в 1940. Несколько лет он провёл в инвалидной коляске.
Билл Поседел скончался 28 ноября 1989 года в Ливерморе. Причиной смерти стал рак толстой кишки. Его тело кремировали, прах был развеян над морем.
В 2006 году за свои заслуги Билл был избран в Зал спортивной славы города Вальехо.